# بورتغاس دي إيس
بورتغاس دي إيس (باليابانية: ポートガス・D・エース، بالروماجي: Pōtogasu Dī Ēsu) اسمه الحقيقي غول دي ايس فضل اسم بورتغاس على غول لشدة كرهه لوالده الذي يعتقد أنه شيطان ومجرم، هو شخصية جيدة ومحبوبة في أنيمي وسلسلة مانغا ون بيس التي أنشأها ايتشيروا أودا. وهو من القراصنة الذين أكلوا فاكهة الشيطان والفاكهة التي أكلها ايس هي فاكهة اللهب (باليابانية: メラメラの実، بالروماجي: Mera Mera no Mi) توفي قبضة النار إيس في حرب المارين فورد على يد الأدميرال أكاينو

## عائلته
ايس هو ابن ملك القراصنة غول دي روجر وامه بورتغاس دي روج، ايس يكره والده حتي انه عندما يسمع اسم روجر ينفجر من الغضب، جارب جد إيس لكن ليس بالدم وهو يحب إيس كثيرا حتى انه لا يفرق بينه وبين لوفي حفيده ولقد بكي على منصة الإعدام وكاد أن يقاتل أكاينو وكان مستعداً لقتل أكاينو لأجل الثأر لإيس عندما قتل ايس لو لم يوقفه سينجوكو، واخوته القرصان مونكي دي لوفي وسابو وهم اخوة ولكن ليس بالدم.

## ماضيه
قبل موت ملك القراصنة غول دي روجر طلب من جارب ان يعتني بابنه لانه لايمكن لوم طفل لم يلد بعد وعند ولادة ايس قام جده قارب بتسليمه لـ دادان لتربيته.
(هل أستحق أن أولد)هذا السؤال طالما طرحه ايس علي نفسه وعلى قارب وماضي ايس مليء بألأم
لكن جارب ساعده وقال له ستعرف هذا بنفسك وعندما أصبح عمره عشر سنوات احضر جارب لوفي وكان عمره سبع سنوات وكان أول لقاء لهما في بدايه الأمر عندما قابل إيس لوفي أول مره لم يتقبله وحاول قتله أكثر من مره لكن أعجب به عندما لم يتفوّه لوفي بكلمه حول مكان مخبئ إيس وساعده ايس وسابو ومن ذلك الوقت أصبحوا أخوه.
عندما أتم إيس الـ17 ذهب للبحر لكي يثبت نفسه ويصبح ملك القراصنة القادم عن طريق قتل أقوى رجل بالعالم إدوارد نيوجيت «اللحية البيضاء».

## ولادته
سمعت الحكومة باحتمال وجود طفل لروجر في جزيرةٍ ما بناء على معلومات بسيطة حصلوا عليها من السيفر بول حيث أنهم تفقدوا جميع الأطفال واللذين لربما يولدون وتفقدوا أمهاآتهم دون أن يجدو ايس وذلك بسبب والدته بورتغاس دي روج التي ضحت بحياتها من أجل ولادة ابنها ايس. استخدمت حيلة يمكننا ان نطلق عليها «فخر الأم» وبها خدعت العالم أجمع.
لقد فعلت شيءٍ قد خالفت بهِ قوانين الطبيعة حيث أنها أبقت طفلها إيس في رحمها لمدة عشرين شهراً، وعندما أنجبت إيس فقدت روج 
قوتها وفارقت الحياة.

## فاكهة الشيطان
يملك إيس فاكهة ميرا ميرا نومي نوع لوجيا والتي تعد من اقوى الفواكة الموجودة في عالم (ون بيس) وهي فاكهة النار (باليابانية: メラメラの実، بالروماجي: Mera Mera no Mi) وهي قوية جدا لدرجة يمكنها ان تجاري ادميرال من البحرية، استطاع (آيس) بفضلها أن يكوّن قوة كبيرة وأن يشهر اسمه حول العالم في وقت قصير حتى سمّى بـ[قبضة النار]، القبضة التي تبيد السفن في لحظات وتدمر الأساطيل.

## صفاته
ايس من الشخصيات الرائعة وصفاته نادرة وأغرب صفة يتحلى بها هي النوم في منتصف أكله، وايضا يتصف بالشراسة والتهور والغضب الشديد وسرعة فقدان الأعصاب حيث أن حدث أي شيء مس أصدقاءه بسوء أو تعرض لهم أي أحد سواء بالقول أو الفعل فلن يسامحه أبدا ولن يرضى بأن يفلت من يديه مهما كانت قوته فسيظل واقفا وسيواجهه رغم ذلك لديه جانب لطيف كما أنه لا يضع الهرب خيارا من خياراته أبدا فمهما بلغت قوة الخصم فسيتحداه ويواجهه، وايضا يتصف بالذكاء والشجاعة وقوته الهائلة وشجاعته والتضحية ويتمتع بالثقة العالية بالنفس التي قد تكون زائدة عن حدها.عندما يكون لديه هدف فهو يسعى لتحقيقه مهما بلغت الصعاب، وما يميزه عن أخويه هو أنه أكثر صرامة وقيادية وتحملاً للمسؤولية وهوالأقوى و الأكبر من بينهم وقد نراه يتسلط عليهما أحياناً لكنه يحب أخويه كثيرا ويستمتع برفقتهما فهما اللذان أخرجاه من الوحدة والحزن .

## مظهره
لديه شعر اسود طويل قليلاً مع بروز جبينه , ونمش على خديه ورثه من والدته,عيناه حادتان وأنفه كذلك, كما أنه وسيم وعضلاته مفتولة,يرتدي ايس بنطالا اسود اللون مع حزام برتقالي تحت مستوى السرة ولا يلبس قميصا ويضع وشمان الأول يضعه على ظهره وهو شعار اللحية البيضاء ووضعه ايس احتراما وتقديرا للحية البيضاء والآخر و هو على ذراعه وكتب عليها ASCE و وضع على حرف ال S علامة X و اعتًقد معنى هذا الوشم ان ال S لاخيه سابو الذي جاء لايس خبر موته لهذا يظن بأنه وضع أول حرف من اسمه ووضع عليه علامة X ويرتدي أيضا قبعة برتقالية ويرتديها ايس دائما وعلى القبعة هناك وجهان وجه عابس والآخر مبتسم وفيها أيضا عقد احمر اللون ويرتدي عقدا شبيها بالذي في قبعته وحذاء اسود ويحمل معه دائما حقيبة زرقاء وخنجر أخضر.

## تقنياته
- كاجيرو (سديم اللهب)ظهرت في الحلقة 94 ضد سموكر
- هيكين (قبضة النار) ظهرت في الحلقة 95 ضد أسطول البحرية + ضد طاقم الباروك وركس
- هيجان (بندقية النار)ظهرت في الحلقة 325 ضد اللحية السوداء
- هيباشيرا (عمود النار)ظهرت في الحلقة 325 ضد اللحية السوداء
- هوتاروبي (يرعات الضوء)ظهرت في الحلقة 325 ضد اللحية السوداء
- هيـداروما (دمى النار)ظهرت في الحلقة 325 ضد اللحية السوداء
- شينكا شيرانو (اللهب المقدس المجهول)ظهرت في الحلقة 325 ضد اللحية السوداء
- إنكاي (حركة اللهب) ظهرت في الحلقة 325 ضد اللحية السوداء
- دي إنكاي (وصية اللهب العظيمة)ظهرت في الحلقة 325 ضد اللحية السوداء
- جيجكا (تبــادل إطلاق النار)ظهرت في الحلقة 325 ضد اللحية السوداء
- إنتي (إمبرآطور اللهب) ظهرت في الحلقة 325 ضد اللحية السوداء
- كوجين ( مرآة اللهيب ) ظهرت في الحلقة 481 ضد أدميرال البحرية أوكيجي
- اينجومو ( سياج اللهب ) ظهرت في الحلقة 461 ضد اللحية البيضاء

## وصلات خارجية
- بورتغاس دي إيس في موسوعة ون بيس